# 80일간의 세계 일주 (2004년 영화)

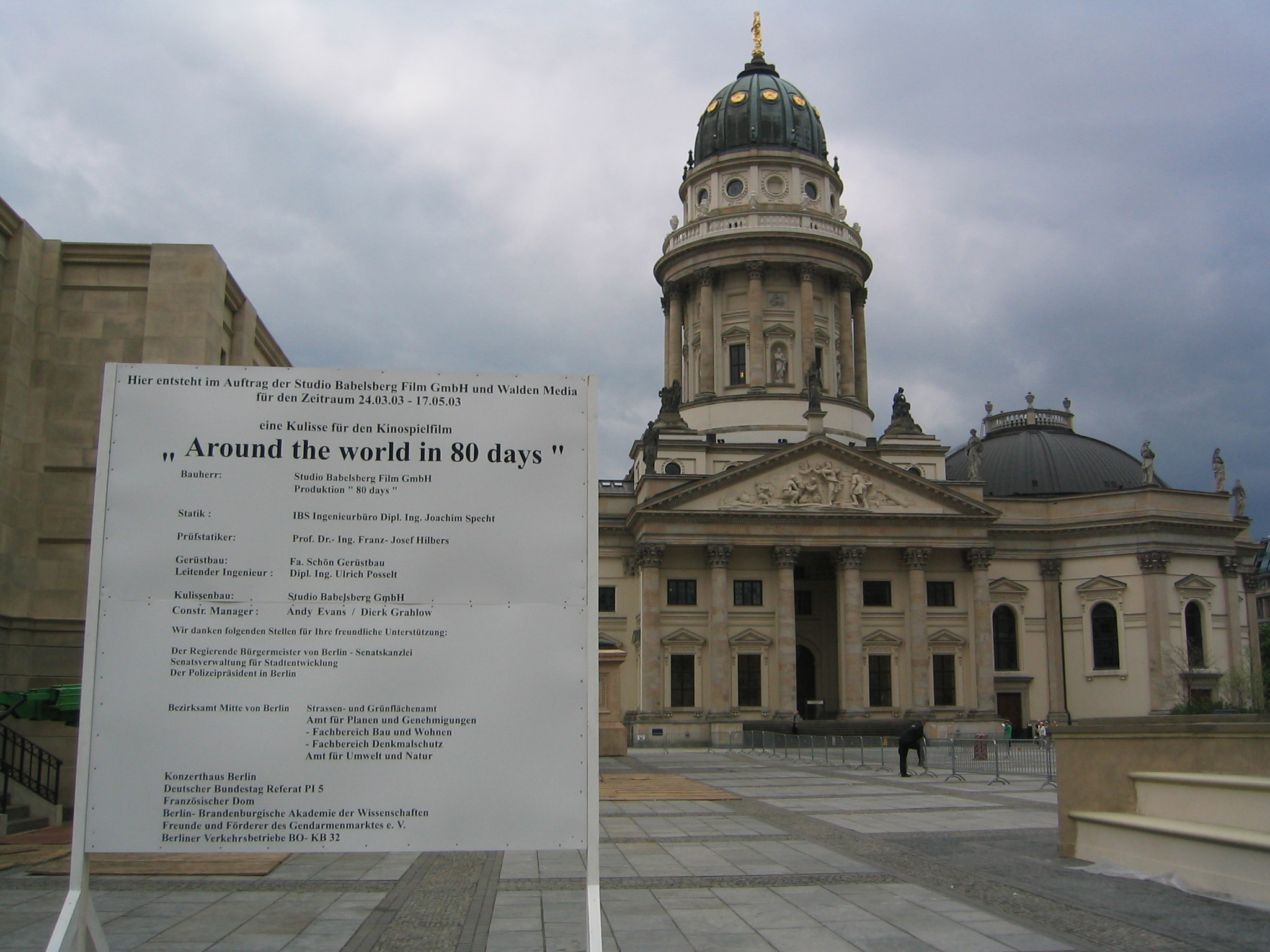

《80일간의 세계 일주》(영어: Around the World in 80 Days)는 2004년 공개된 미국의 모험 코미디 영화로, 쥘 베른의 동명 소설을 원작으로 한다.
원작에서는 필리어스 포그 경이 주인공이지만 이 영화에서는 페이크 주인공이며 그의 하인으로 따라 나선 중국인 쟝 파스파루트(라우싱)가 진 주안공이다. 원작에 무술을 많이 가미한 영화이다.

## 스토리
중국에서 영국인들에 의해 도난당한 불상을 회수하기 위해 영국까지 쫓아간 라우싱은 불상을 회수하는 데 성공한 이후 필리어스 포그 경이 프랑스인 하인을 모집한다는 광고를 낸 것을 보고 '쟝 파스파루트'라는 가명을 사용하여 중국계 프랑스인이라 속이고 필리어스 포그의 하인으로 들어갔다.
한편 포그 경이 왕립학술원장 직을 놓고 로드 캘빈 경과 내기를 하게 되었는데 80일 동안 세계일주에 성공하면 포그 경이 승리함과 동시에 왕립학술원장에 취임하는 것인 반면 80일 동안 세계일주에 실패하면 포그 경이 패배함과 동시에 포그 경은 전재산을 몰수당함과 아울러 평생 발명 금지라는 조건을 내걸고 출발하려 했으나 포그가 자신감 없어 하는 모습을 보고 포그 경을 이용해서 고향으로 되돌아가려는 파스파루트가 포그 경을 꼬득여서 이 세계 일주를 시작하게 되었다.
- 1일차. 캘빈이 포그 일행을 방해하기 위해 포그를 어떤 강도사건에 연루시켜버렸고 그것 때문에 그 사건의 담당 형사인 픽스 경사가 포그 일행을 추격하게 되었다. 결국 파리행 배를 타게 된다.

- 2일차. 파리에 도착한 포그 일행은 미술관으로 도망쳤다. 여기서 프랑스 출신의 여성인 모니크 라로슈와 만나게 되고 모니크는 포그 일행에 합류한다. 황당한 건 모니크가 느긋하게 미술품을 관람하는 다른 쪽에서는 파스파르투가 캘빈에게 매수당한 자객들과 열심히 싸우고 있었다. 이후 열차를 타고 뮌헨까지 갔는데 여기서 파스파루트는 모니크에게만 자신이 실제로는 라우싱이며 자신의 마을에서 도난당한 불상을 되찾기 위해 왔다는 사실을 실토했다.

- 10일차. 이스탄불에 도착한 포그 일행. 하지만 오스만 제국의 왕자인 하피 왕자는 포그 일행을 환대하면서도 모니크를 자신의 7번째 후궁으로 삼으려 한다. 하지만 생각하는 사람 상을 인질로 삼아 모니크를 되찾았지만 실수로 생각하는 사람의 팔을 부러뜨리고 이 난리통을 틈타 포그 일행은 오스만 제국을 탈출했다.

- 24일차. 영국령 인도에서 캘빈의 의뢰를 받은 팽 장군 휘하의 영국 주둔군이 샅샅이 수색하면서 포그 일행을 체포하려 해서 시간이 걸리게 된다. 설상가상으로 포그 일행은 흑전갈단을 만나서 고생하고 여기서 파스파루트는 또 열심히 싸워가면서 포그 일행을 도피시킨다. 이 와중에 파스파루트는 기지를 발휘해서 픽스를 미끼로 삼아 흑전갈단의 손에서 포그 일행을 무사히 탈출시킨다.

- 41일차. 히말라야 산맥을 넘어서 드디어 파스파루트(라우싱)의 고향에 도착했다. 파스파루트는 되찾아 온 불상을 원래 위치에 갖다 놓았다. 라우싱의 목표는 이미 완수했다. 고향 주민들은 포그 일행을 환대했지만 포그는 파스파루트에게 속았다는 것을 알고 분노했다. 그래서 포그는 파스파루트를 버리고 혼자 떠나려고 밖에 나왔다가 흑전갈단에게 포획당했다. 이 때 파스파루트는 포그를 구출하기 위해 흑전갈단과 싸웠지만 혼자인 파스파루트는 숫적 열세로 점점 밀리게 되었다. 하지만 그 때 황비홍이 이끄는 광동 10호가 나타나서 파스파루트를 도와서 흑전갈단을 무찌르고 포그를 구출했다. 하지만 포그는 배신감 때문에 혼자 여행을 떠났다.

- 61일차. 포그는 샌프란시스코에 도착했으나 여자 사기꾼 3자매에게 사기를 당해 소지금을 모두 털리고 빈털털이가 된 채 노숙을 하며 지내게 되었다.

- 64일차. 노숙을 하고 있던 포그는 파스파루트와 모니크에 의해 발견되어 구조되었다. 하지만 팽 장군은 여기까지 추격했다.

- 66일차. 계속 걸어서 미국 동부로 가던 도중 사막에서 길을 잃었다. 이 때 근처에 있던 라이트 형제가 비행기를 하나 만들어서 포그 일행에게 선물로 줬으며 "내기에서 이기면 연구 비용을 대 달라"는 부탁을 한다.

- 72일차. 뉴욕에 도착했으나 팽 장군이 가로막았다. 파스파루트는 천신만고 끝에 팽 장군을 쓰러뜨렸으나 배를 놓쳤다. 하지만 파스파루트가 어디에선가 배를 한 척 구해왔다.

- 73일차. 포그 일행은 배의 연료가 소진되어 북대서양 한복판에 표류했다. 포그는 최후의 수단으로 배의 부품을 뜯어서 그걸로 비행기를 조립했다.

- 80일차 아침. 도착 완료 시간인 정오까지 5시간 54분 남은 상황에서 비행기를 완성했다. 포그 일행은 그 비행기를 타고 런던으로 향했다. 런던에 도착한 뒤 착륙한 포그 일행은 도착 장소인 왕실 과학원 안으로 들어가려 했으나 캘빈 일당들의 방해로 결국 5분 차이로 포그가 패배했다...

였으나 알고 보니 픽스가 온 몸에 깁스를 하고 나타나서 캘빈이 포그의 여행을 계속 훼방 놓았다는 사실을 실토하고 모니크는 팽 장군이 군대를 이끌고 나타나서 조직적으로 훼방을 놓았다는 사실을 진술했다.
왕실 과학원에는 빅토리아 여왕이 나타나서 날짜 변경선으로 인해 포그 경은 80일이 아닌 79일이 소요되었다. 라고 선언하면서 포그 경의 승리로 판정했다. 또한 빅토리아 여왕은 캘빈에게 영국 왕실 모독죄를 적용해 그 자리에서 감옥에 수감시켰다. 이후 포그는 왕립학술원장에 취임했다.

## 출연

### 주연
- 성룡 - 파스포트/라오싱
- 스티브 쿠건 - 필리어스 포그

### 조연
- 세실 드 프랑스 - 모니크 라로슈
- 짐 브로드벤트 - 로드 켈빈
- 이완 브렘너 - 픽스 경사

## 기타
- 원작자: 쥘 베른
- 공동제작: 헤닝 몰펜터
- 공동제작: 티에리 포톡
- 협력프로듀서: 댈러스 하트먼
- 협력프로듀서: 에이미 킨
- 협력프로듀서: 알렉스 량
- 미술: 페리 앤드린 블레이크
- 의상: 안나 B. 쉐파드
- 스턴트: 성룡
- 배역: 에이비 코프먼

## 한국어 더빙 성우진(MBC) (2006년 5월 5일)
- 홍시호 - 파스포트/라오싱(성룡)
- 최원형 - 필리어스 포그(스티브 쿠건)
- 박영희 - 모니크 라로슈(세실 드 프랑스)
- 황일청 - 로드 켈빈(장관)(짐 브로드벤트)
- 황윤걸 - 하피 왕자(아놀드 슈왈제네거) / 라이트 형제(오웬 윌슨) / 황비홍(홍금보)
- 김용식 - 픽스 경사(이완 브렘너)
- 박태호 - 키트너(이안 맥니스)
- 김태훈 - 샐리스버리(데이빗 라이얼)
- 탁재인 - 로스(로저 해먼드)
- 양희문 - 거지(롭 슈나이더)
- 유은숙 - 팡 장군(막문위)
- 최한 - 열기구 관리자(리처드 브랜슨) / 미술관 주인(라파엘 베나욘) / 암살범(오언조)
- 김두희 - 경찰(윌 포테이)
- 류승곤 - 라이트 형제(루크 윌슨)
- 양준건 - 경찰(존 케오)
- 유상우 - 인도인 소년(시비쉬 램찬다니) / 영국 여왕(캐시 베이츠)
- 이민하 - 암살범(매기 큐) / 사기녀(나탈리 스펄)
- 한경화 - 인도인 소녀(시린트혼 램찬다니)

## 평가

### 수상 및 후보
| 상              | 부문                           | 후보                   | 결과 |
| --------------- | ------------------------------ | ---------------------- | ---- |
| 골든 래즈베리상 | 최악의 남우조연상              | 아널드 슈워제네거      | 후보 |
| 골든 래즈베리상 | 최악의 리메이크 및 속편 작품상 | 《80일간의 세계 일주》 | 후보 |

## 같이 보기
- 80일간의 세계 일주 (1956년 영화)
- 80일간의 세계 일주